# Harley-Davidson XR 1200 X
Harley-Davidson XR 1200 X – amerykański motocykl łączący cechy naked bike i cruiser produkowany przez firmę Harley-Davidson od 2008 roku. W latach 2008–2009 oferowany był pod nazwą XR 1200, a od 2010 roku jako XR 1200 X.

## Dane techniczne/Osiągi
Silnik: V2
Pojemność silnika: 1202 cm³
Moc maksymalna: 91 KM/7000 obr./min
Maksymalny moment obrotowy: 100 Nm/3700 obr./min
Prędkość maksymalna: 200 km/h
Przyspieszenie 0-100 km/h: 4,2 s